# Neobisium aueri
Neobisium aueri es una especie de arácnido del orden Pseudoscorpionida de la familia Neobisiidae.

## Distribución geográfica
Se encuentra en Austria. Fue descubierto en el sistema de cuevas Almberg-Eis-und Tropfsteinhöhle en Estiria.